# Вторая битва на побережье Сидра
Вторая битва на побережье Сидра — наступательная операция национальной-освободительной армии Ливии против представителей Джамахирии. Цель наступления: захват регионов побережья Сидра и выхода к самому заливу. Вместе с данной операцией проводились мероприятия по захвату и контролю родного города Каддафи Сирта — важной точки контроля над заливом.
С 22 августа по 20 октября 2011 велись бои за контроль как побережья, так и города. 20 октября был схвачен и убит лидер Джамахирии Муаммар Каддафи, после чего оборона Сирта и самого побережья прекратилась.
Данная операция проходила при поддержке авиации НАТО, но основные бои велись именно НОА и их приверженцами.

## Ход операции
22 августа 2011 года представитель национально-освободительной армии Ливии заявил, что силы приверженцев Каддафи отступили на запад к Сирту, а также то, что вся Брега перешла под контроль оппозиции. Однако, позже данное заявление опроверг Ахмед Омар Бани. Военный представитель повстанцев заявил, что восточный «фронт все ещё находится в Бреге. В тот же день приверженцы Джамахирии выпустили ракету «Скад» по Мисурате. На следующий день было подтверждено, что силы повстанцев захватили деревню Аль-Агейла и направились в Рас-Лануф, который вскоре перешёл под контроль НОА. Повстанцы вышли на окраины города Бин-Джавад, что в 150 км. к востоку от Сирта. Это привело ко второй битве за Бин-Джават, но из-за сильного сопротивления лоялистов (приверженцев Каддафи), они не смогли продвинуться вперёд. По Мисурате снова было выпущено несколько ракет «Скад», которые не выполнили поставленных целей по поражению противника и упали либо в море, либо падали мимо. 24 августа в результате интенсивного артиллерийского обстрела лоялистов повстанцы отступили на 20 км. от Бин-Джавада. Во время боёв лоялисты снова устроили засаду на наступающих повстанцев в Бин-Джаваде, что является отголоском более раннего поражения в марте. В ходе столкновений погибло 20 боевиков. 25 августа самолёты Королевских ВВС «Торнадо» с помощью высокоточных ракет атаковали военный бункер в Сирте в попытке уничтожить оставшиеся правительственные средства управления и контроля перед запланированным повстанцами наступлением на город. Самолёты НАТО также уничтожили 29 бронетранспортёров, направлявшихся в Мисурату. Повстанцы, со своей стороны, отступили дальше к Рас-Лануфу, чтобы не попасть в зону досягаемости ракет, выпущенных силами Каддфи. Они заявили, что 27 августа отправили бригаду парламентёров для переговоров с предложением о сдаче Сирта. Al Jazeera English сообщила о переговорах между повстанцами и лоялистами в Рас-Лануфе. Позже в тот же день силы повстанцев смогли отбить Бин-Джавад и приблизиться к Сирту. На следующий день повстанцы продвинулись к городу Нофалия и в тот день захватили его.
30 августа Национальный переходный совет предъявил лоялистам в Сирте четырёхдневный ультиматум с предложением о сдаче в плен, либо же, в случае отклонения, НОА начнут военную операцию по захвату города. В начале сентября данный ультиматум был продлён ещё на неделю.  Представитель заявил, что Сирт не имеет экономического значения и что повстанцы не будут рисковать из-за него своими жизнями. Первого сентября продолжались переговоры между руководством Нофалии и районе Бин-Джавад, а также Сирта. НОА заявила, что Харава (деревня в 59 км. от Сирта) сдалась. Несмотря на выдвинутый ультиматум и выданное время на принятие решения самолёты НАТО продолжали бомбардировки.
4 сентября деревня Умм-эль-Гиндел сдалась, а агентство Reuters заявило о поднятом флаге повстанцев при въезде в деревню. Шестого числа силы НОА продвинулись на 8 км. в направлении Сирта, встречая сильное сопротивление лоялистов. Один боец НОА погиб в бою, по крайней мере один лоялист был убит и один ранен. Обе стороны участвовали в артиллерийских дуэлях в течение дня, а три машины лоялистов были разбиты авиаций НАТО, две другие захвачены НОА. По словам командующих на передовой, столкновения произошли, когда разведывательный патруль был атакован лоялистами, а атака на Сирт ещё не началась. Кроме того, к западу от Сирта силы НОА без сопротивления захватили лагерь племён, взяв в качестве трофея более 100 штурмовых винтовок и несколько пулемётов. Командующий НОА утверждал, что Красная долина к востоку от Сирта была захвачена силами повстанцами. Восемь повстанцев и трое лоялистов были убиты во время боёв в долине, а один сторонник Каддафи был взят в плен. Ночью 9 сентября силы оппозиции вступили в бой с отрядами лоялистов около Сирта в Красной долине, но отошли, понеся тяжёлые потери.
В период с 10 по 14 сентября силы оппозиции продвинулись на несколько километров, при этом они потеряли не менее 80 человек. По данным Военного совета Мисураты жизнь в Сирте ухудшалась из-за нехватки воды и еды. На следующий день силы НОА выдвинулись из Мисураты в Сирт с западной стороны. Поначалу силы повстанцев смогли захватить аэропорт к югу от Сирта и зайти в пределы города, но к 18 числу повстанцы отступили на окраину, где столкнулись с упорным сопротивлением хорошо вооружённых лоялистов и понесли тяжёлые потери. Силы оппозиции взявшие Хораву с востока уже вели бои за Сирт и пытались поддержать западные силы НОА.
20 сентября «Аль-Джазира» сообщила, что восточные силы НОА наконец достигли восточных ворот Сирта и таким образом, осадили Сирт со всех сторон. Однако, согласно более поздним сообщениям, силы оппозиции в городе Хамсин, расположенном  в 50 км. к востоку от Сирта, столкнулись с упорным сопротивлением приверженцев Каддафи. Через четыре дня силы повстанцев предприняли ещё одну попытку штурма Сирта и захватили несколько кварталов с западной части города. Но на следующее утро они снова отступили встретив сильное сопротивление правительственных войск. Оппозиция смогла продвинуться на 20 км. на восток 26 числа оппозиционные силы продолжали наступление на Сирт. Танки повстанцев вели обстрел центра города с расстояния 2 км. от западной окраины.
К 9 октября за город велись долгие и кровопролитные бои. Повстанцы смогли взять городской университет, а также конференц-центр — два основных стратегических объекта лоялистов. 20 октября Сирт пал под натиском повстанцев, а Каддафи взят в плен и убит. Также были найдены тела Моатассема Каддафи и министра обороны Ливии Абу Бакра Юниса.

## Основные итоги
Убийство Каддафи привело к фактической сдаче города и контроля над побережьем. 23 октября признано официальным завершением гражданской войны между Джамахирией и НОА. Данные событие привели к распаду Ливии на мелкие государственные образования и многолетнюю гражданскую войну между ними.